# Sládkovičovo
Sládkovičovo és una ciutat d'Eslovàquia. Es troba a la regió de Trnava.

## Història
La primera menció escrita de la vila es remunta al 1326. Mentre els otomans ocupaven la major part d'Europa central, la regió al nord del llac Balaton quedà sota el domini del Regne d'Hongria (1538-1867). Fins al 1918 la vila (anomenada Diószegh) formava part de l'Imperi Austríac.

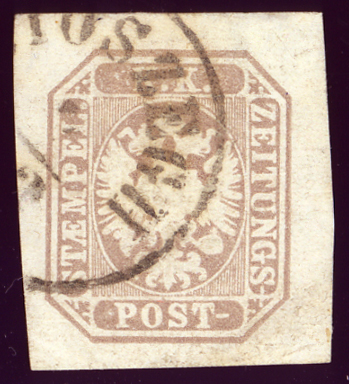
Diószegh a l'Imperi Austríac cap al 1863.

El sud de l'actual Eslovàquia quedà atribuït a Hongria després del primer arbitratge de Viena el 2 de novembre de 1938. Després de l'alliberament, la vila es reintegrà a la reconstituïda Txecoslovàquia.
L'actual barri de Malý Diosek fou una vila independent el 1938, i tenia 1.048 habitants. Formava part del districte de Galanta, i el nom de la vila abans de la Segona Guerra Mundial era Malý Diosek/Kis-Diószeg, tot i que durant el període de 1938 al 1945 s'emprava el nom en hongarès Németdiószeg.
L'actual barri de Veľký Diósek també fou una vila independent el 1938, i tenia 3.760 habitants, anomenat Magyardiószeg durant el període de 1938-1945.
Finalment totes dues viles es fusionaren per crear Sládkovičovo.

## Demografia
| Godina             | 1994 | 2004   | 2014   | 2024   |
| ------------------ | ---- | ------ | ------ | ------ |
| Nombre de persones | 5962 | 5654   | 5348   | 5386   |
| Diferència         |      | −5,16% | −5,41% | +0,71% |

| Godina             | 2023 | 2024   |
| ------------------ | ---- | ------ |
| Nombre de persones | 5411 | 5386   |
| Diferència         |      | −0,46% |

## Ciutats agermanades
- Csorvás, Hongria
- Diosig, Romania
- Ivančice, República Txeca

1. 1 2  «Počet obyvateľov podľa pohlavia - obce (ročne) [om7101rr_obce=AREAS_SK]».   Statistical Office of the Slovak Republic, 31-03-2025. [Consulta: 31 març 2025].